# Exochus spurcus
Exochus spurcus là một loài tò vò trong họ Ichneumonidae.